# Universal's Volcano Bay
Universal's Volcano Bay (en français : « baie du volcan ») est un parc aquatique situé dans le complexe de loisirs Universal Orlando Resort, au sud de l'hôtel Universal's Cabana Bay Beach Resort, à Orlando, en Floride. C'est le tout premier parc aquatique construit pour le complexe, et il se destine à remplacer le parc aquatique Wet 'n Wild Orlando, ouvert en 1977 puis racheté par Universal en 1998.
Le parc est détenu par le conglomérat américain NBCUniversal et géré par sa filiale Universal Destinations & Experiences. La date de son ouverture est organisée le 27 mai 2017, et sa superficie à l'ouverture est de 21 hectares.

## Histoire
Les premiers plans de Volcano Bay sont déposés en février 2015. L'emplacement du parc jouxte l'hôtel Universal's Cabana Bay Beach Resort. Le projet est officiellement dévoilé le 28 mai 2015. L'annonce est faite en juin 2015 que le parc remplacera le parc aquatique voisin Wet 'n Wild Orlando, géré par Universal Destinations & Experiences, mais non-intégré au complexe de loisirs.
Volcano Bay a été construite sur environ 53 acres (21 ha) de la propriété globale du complexe. Les concepts artistiques montrèrent de grands toboggans à sensation forte provenant du volcan central du parc, ainsi qu'une piscine à vagues et d'autres toboggans. Une rivière paresseuse est également montrée sur les plans, bien que les responsables du parc aient déclaré qu'ils révéleraient toutes les attractions prévues du parc à une date ultérieure.
Le 21 juin 2016, les responsables d'Universal Orlando ont révélé des détails supplémentaires sur Volcano Bay, y compris sa date d'ouverture prévue à l'origine pour le 1er juin 2017.
Le 25 janvier 2017, Universal Orlando a révélé que la cérémonie de la Grande Ouverture serait le 25 mai 2017. C'est ce jour-là que Volcano Bay a ouvert ses portes aux invités de l'hôtel Sapphire Falls et aux membres des médias.

## Les Attractions
Les attractions de Volcano Bay sont situées dans quatre zones thématiques inspirées chacune par diverses îles et cultures polynésiennes. La pièce maîtresse du parc est « Krakatau », un volcan de 61 mètres de haut qui a des chutes d'eau pendant la journée et des coulées de lave la nuit, créés par la société française Aquatique Show. La plupart des glissades d'eau du parc ont été fabriquées par Proslide.

### The Volcano
- Island Centerpiece : Au cœur de l'île se trouve Krakatau, le puissant Volcan cracheur d'eau et de feu. À 60 mètres au-dessus du paysage tropical, Krakatau jette des chutes d'eau pendant la journée et des effets de lave ardents la nuit créés par la société française Aquatique Show.

- Krakatau Aqua Coaster : Une baie d'eau qui vous emmène dans la chaleur du volcan Krakatoa, avant de plonger dans une cascade chatoyante. Il comporte des moteurs à induction linéaire pour propulser les visiteurs en montée.

- Ko'okiri Body Plunge : Une glissière de vitesse presque verticale (70 degrés) avec un début de trappe qui traverse le volcan Krakatau, tombant à 38 mètres. La glissière traversera également l'une des attractions de la piscine à la base du volcan, décrite par le parc comme une caractéristique « première mondiale ».

- Kala & Tai Nui Serpentine Body Slides : Une paire de glissières avec  trappes ouvrantes.

- Punga Racers : Une glissière de course à quatre places ressemblant à des raies manta.

### Wave Village
Wave Village est conçu pour bronzer et se détendre et comprend des cabanes d'une ou deux étages qui peuvent être louées par les visiteurs.
- Waturi Beach : La piscine principale du parc.

- The Reef : Une piscine plus calme avec moins de vagues.

### River Village

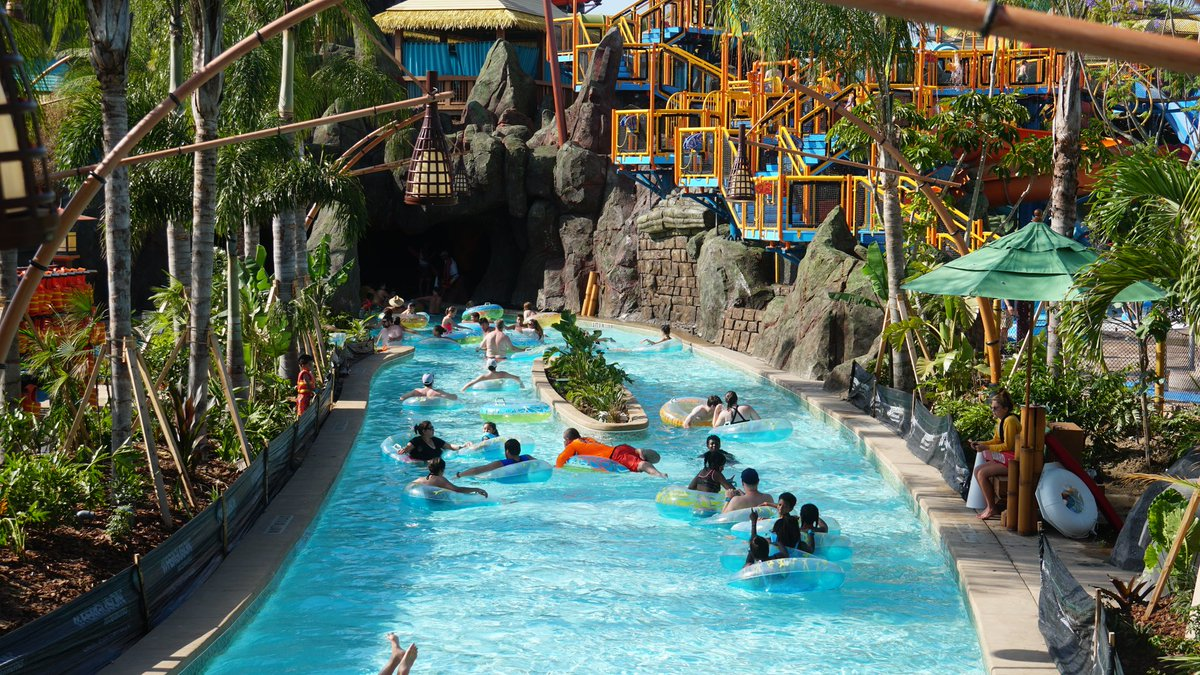
Kopiko Wai Winding River.

La zone de River Village contient des attractions familiales et pour les jeunes visiteurs.
- Kopiko Wai Winding River : Une rivière paresseuse qui traverse Krakatau, avec des grottes décorées et des effets spéciaux aléatoires.

- Tot Tiki Reef : Une aire de jeux conçue pour les tout petits.

- Runamukka Reef : Une forteresse d'eau à trois étages avec ses propres petites glissades.

- Honu : Une des deux glissières avec des radeaux multi-passagers qui balaie les passagers sur deux murs massifs.

- Ika Moana : Une deuxième glissade multi-passagers.

### Rainforest Village

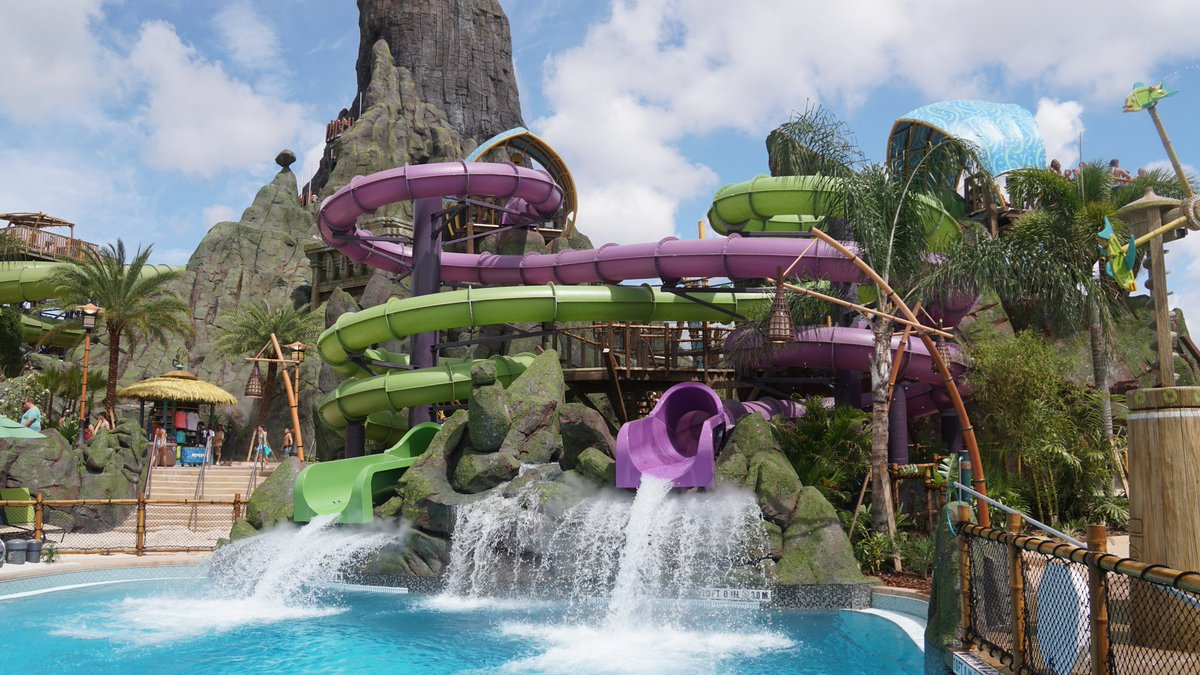
Ohyah et Ohno Drop Slides.

La section finale du parc contient un grand nombre de toboggan, y compris des toboggans et des glissades de radeau équipées de plusieurs passagers.
- Maku : Une autre glissade à radeaux multi-passagers, décrite comme la première de son genre en Amérique du Nord avec trois courbes à haute couture.

- Puihi : Les radeaux multi-passagers tombent dans des salles sombres, puis un entonnoir et une dernière chute.

- Ohyah et Ohno Drop Slides : Toboggans de corps avec de grandes chutes dans des piscines à éclaboussures.

- TeAwa The Fearless River : Un tour de radeau simulant le rafting.

- Taniwha Tubes : Quatre glissades de raft montées en solo ou en paire.

- Puka Uli Lagoon : Une piscine destinée à la détente.

## TapuTapu
Les visiteurs de Volcano Bay bénéficient de tous les avantages du TapuTapu. Le TapuTapu élimine le maintien de longues files d'attente dans les attractions en permettant aux visiteurs de se détendre et de jouer tout en attendant dans une ligne virtuelle d'une attraction, jusqu'à ce qu'il soit temps de la faire. De plus, avec TapuTapu, il est possible de profiter du plaisir et de la commodité d'activer des surprises interactives, ouvrir des casiers, effectuer des paiements sans espèces et plus encore.